# Jomtov Hananiah Benjakar
Jomtov Hananiah Benjakar (in englischen Texten auch Yomtov Benyakar geschrieben) war ein jüdischer Gelehrter des 17. Jahrhunderts und von 1642 bis 1677 Großrabbiner in Konstantinopel.